# Acridocarpus
Acridocarpus – rodzaj roślin z rodziny malpigiowatych (Malpighiaceae). Obejmuje 36 gatunków występujących głównie w równikowej Afryce. Pojedyncze gatunki znane są z Madagaskaru i Nowej Kaledonii.

## Systematyka
Pozycja według APweb
Przedstawiciel rodziny malpigiowatych (Malpighiaceae) należącej do rzędu malpigiowców (Malpighiales).
Wykaz gatunków
- Acridocarpus adenophorus A.Juss.
- Acridocarpus alopecurus Sprague
- Acridocarpus alternifolius (Schumach. & Thonn.) Nied.
- Acridocarpus austrocaledonicus Baill.
- Acridocarpus ballyi Launert
- Acridocarpus camerunensis Nied.
- Acridocarpus chevalieri Sprague
- Acridocarpus chloropterus Oliv.
- Acridocarpus congestus Launert
- Acridocarpus congolensis Sprague
- Acridocarpus excelsus A.Juss.
- Acridocarpus glaucescens Engl.
- Acridocarpus humbertii Arènes
- Acridocarpus humblotii Baill.
- Acridocarpus katangensis De Wild.
- Acridocarpus longifolius (G.Don) Hook.f.
- Acridocarpus macrocalyx Engl.
- Acridocarpus mayumbensis Gonç. & E.Launert
- Acridocarpus monodii Arènes & P.Jaeger ex Birnbaum & J.Florence
- Acridocarpus natalitius A.Juss.
- Acridocarpus oppositifolius R.Vig. & Humbert ex Arènes
- Acridocarpus orientalis A.Juss.
- Acridocarpus pauciglandulosus Launert
- Acridocarpus perrieri Ames
- Acridocarpus plagiopterus Guill. & Perr.
- Acridocarpus prasinus Exell
- Acridocarpus scheffleri Engl.
- Acridocarpus smeathmanii (DC.) Guill. & Perr.
- Acridocarpus socotranus Oliv.
- Acridocarpus spectabilis (Nied.) Doorn-Hoekm.
- Acridocarpus staudtii (Engl.) Engl. ex Hutch. & Dalziel
- Acridocarpus taitensis Mwadime, Ngumbau & Q.Luke
- Acridocarpus ugandensis Sprague
- Acridocarpus vanderystii R.Wilczek
- Acridocarpus vivy Arènes
- Acridocarpus zanzibaricus A.Juss.